# Luka (cantante)
Luka, pseudonimo di Luciana Karina Lima (Porto Alegre, 4 settembre 1979), è una cantante brasiliana.
All'inizio della sua carriera ha riscosso un discreto successo in Europa con la canzone Tô nem aí.

## Biografia
Nel 2002 Luka partecipò alle selezioni per Fama, un programma della Rede Globo ideato per scoprire nuovi talenti della musica popolare brasiliana (MPB). Fu eliminata al termine del processo di selezione dei concorrenti.
L'anno successivo, fu pubblicato il suo album di debutto, Porta aberta, che ottenne un notevole successo internazionale grazie al singolo Tô nem aí, il quale ha consacrato l'artista come una delle cantanti brasiliane più riconosciute sia in patria che all'estero.
Nel 2006 è stato pubblicato il secondo album, Sem resposta, distribuito da Warner Music e caratterizzato da sonorità pop rock. Tra i singoli estratti figurano il brano omonimo, A aposta e Pensando em nós.
Il terzo album, O próximo trem, è stato lanciato nel 2009 e presenta uno stile più intimista, con arrangiamenti acustici. L’album è stato pubblicato anche in Portogallo nel 2012, includendo come bonus track il brano Love Is Free.
Nel 2014 Luka ha pubblicato il singolo Fala com a minha mão, seguito nel 2015 dal quarto album in studio, Céu de diamantes.

## Discografia

### Album
- 2003 – Porta aberta
- 2006 – Sem resposta
- 2009 – O pròximo trem
- 2015 – Céu de diamantes

### Singoli
- 2003 – Tô nem aí
- 2003 – Porta aberta
- 2004 – Difícil pra você (con Billy)
- 2004 – Te amaré
- 2006 – Sem resposta
- 2006 – A aposta (con Sergio Moah)
- 2006 – Quando você passa
- 2007 – Tem que ser diferente
- 2009 – Pelo espelho
- 2009 – Cinderela doida!
- 2011 – Love Is Free
- 2012 – Você me olha
- 2013 – Gol (To Be Happy) (con Billy Degrat)
- 2014 – Livro aberto
- 2014 – Fala com a minha mão
- 2015 – Vitaminada
- 2016 – A vida é andar, andar
- 2017 – Céu de diamantes
- 2018 – Fuego en el la casa
- 2018 – Te quiero, tequila!
- 2019 – Se eu fosse você
- 2019 – Dia de maldade
- 2019 – Vai
- 2020 – Só Love
- 2022 – O seu amigo gosta
- 2024 – MTG tô nem aí (con Lukkas e Mc Pretchako)